# Thor: Love and Thunder
Thor: Love and Thunder è un film del 2022 diretto da Taika Waititi.
Basato sul personaggio di Thor di Marvel Comics, è il 29º film del Marvel Cinematic Universe (MCU) e sequel di Thor: Ragnarok (2017).
Ha come protagonista Chris Hemsworth nei panni di Thor, insieme a Christian Bale, Tessa Thompson, Jaimie Alexander, Taika Waititi, Russell Crowe e Natalie Portman. Nel film, Thor deve affrontare una nuova minaccia, Gorr, che vuole uccidere tutti gli dei.

## Trama
In seguito alla morte di sua figlia Love e dopo che le sue richieste di aiuto sono state ignorate e derise dal suo dio, Rapu, Gorr entra in possesso dell'arma che uccide gli dei, la Necrospada, e la usa per uccidere Rapu, giurando di eliminare tutti gli dei. La Necrospada permette a Gorr di manipolare le ombre, ma lo maledice anche con una morte imminente.
Altrove, dopo che diversi dei sono stati uccisi da Gorr, Thor si separa dai Guardiani della Galassia quando riceve un segnale di soccorso da Sif. Arrivato sul luogo, Thor trova Sif ferita, la quale lo avverte che il prossimo obiettivo di Gorr è New Asgard. Nel frattempo, la dottoressa Jane Foster, l'ex fidanzata di Thor a cui è stato diagnosticato un cancro terminale al seno con cure mediche inefficaci, arriva a New Asgard nella speranza che il martello distrutto di Thor, Mjolnir, la possa guarire magicamente. Sul posto Mjolnir si ricostruisce e si lega a Jane, dopo che anni prima Thor lo aveva inconsapevolmente incantato per proteggerla. Thor arriva a New Asgard proprio mentre Gorr inizia ad attaccare la città con le sue creature ombra, rimanendo sorpreso di trovare Jane che brandisce Mjolnir nei panni della Potente Thor. Il gruppo contrasta Gorr ma lui scappa, rapendo diversi bambini asgardiani e portandoli nel Regno delle Ombre. Thor si allea con Jane, Re Valchiria e Korg per salvare i bambini.
Il gruppo si reca così a Omnipotence City per avvertire gli altri dei e chiedere il loro aiuto, ma il re degli dei, Zeus, ha paura di Gorr e non vuole aiutare Thor, catturandolo. Nella lotta che ne consegue Zeus distrugge il corpo di Korg, lasciando però viva la testa, e Thor trafigge Zeus con il suo stesso fulmine, che Valchiria ruba durante la loro fuga. Poco dopo, Jane rivela a Thor della sua malattia, dopo che lui le ha confessato il suo amore. Il gruppo viaggia nel Regno delle Ombre per salvare i bambini, tuttavia questo si rivela essere uno stratagemma di Gorr per prendere Stormbreaker, grazie a cui intende usare il Bifrǫst per raggiungere Eternità, un antico e potente essere cosmico a cui può chiedere la distruzione di tutti gli dei. Gorr sconfigge il gruppo di Thor e ruba Stormbreaker, che usa per aprire il portale verso Eternità. Valchiria viene gravemente ferita, mentre Jane non può proseguire la battaglia, prosciugata da Mjolnir, che la ucciderebbe se dovesse utilizzarlo ancora una volta. Thor trova i bambini rapiti e, usando il fulmine di Zeus, infonde loro il suo potere per combattere le creature ombra, mentre lui combatte Gorr; tuttavia quando quest'ultimo sta per uccidere Thor, Jane si unisce a Thor nella lotta e insieme distruggono la Necrospada, ma tutti e tre vengono comunque portati da Eternità.
Con Gorr sul punto di esprimere il suo desiderio, Thor implora Gorr di far rivivere sua figlia Love invece che distruggere gli dei. Thor lascia Gorr a prendere la decisione, mentre Jane soccombe alla sua malattia e muore tra le braccia di Thor. Eternità acconsente alla richiesta di Gorr di far rivivere Love; prima di morire per gli effetti della Necrospada, Gorr chiede a Thor di prendersi cura di sua figlia. Il corpo di Korg viene ricostruito, mentre i bambini tornano a New Asgard, dove Valchiria e Sif iniziano ad addestrarli. Nel frattempo Thor, ora di nuovo in possesso di Mjolnir, continua ad aiutare le persone, con Love, che ora brandisce Stormbreaker, al suo fianco.
Nella scena a metà dei titoli di coda, uno Zeus convalescente manda suo figlio Ercole a uccidere Thor. Nella scena dopo i titoli di coda, Jane arriva alle porte del Valhalla, dove Heimdall la accoglie.

## Personaggi
- Thor, interpretato da Chris Hemsworth: un Avenger ed ex re di Asgard.[2] I figli di Hemsworth, Sasha e Tristan, interpretano Thor da bambino.[3]
- Gorr il macellatore di dei, interpretato da Christian Bale: un killer galattico che possiede la Necrospada e vuole l'estinzione di tutti gli dei.[4]
- Valchiria, interpretata da Tessa Thompson: il nuovo re di New Asgard, nominata dallo stesso Thor.[5][6]
- Sif, interpretata da Jaimie Alexander: una guerriera asgardiana e amica d'infanzia di Thor.[7]
- Korg, interpretato da Taika Waititi: un gladiatore di Sakaar amico di Thor.[8]
- Zeus, interpretato da Russell Crowe: il re degli dei.[9]
- Jane Foster / Potente Thor, interpretata da Natalie Portman: un'astrofisica ed ex fidanzata di Thor che, mentre cerca di curarsi da un cancro, acquisisce poteri simili a quelli di Thor, riuscendo a brandire Mjolnir.[10][11]

Appaiono anche i Guardiani della Galassia, con Chris Pratt nel ruolo di Peter Quill / Star-Lord, Pom Klementieff nel ruolo di Mantis, Dave Bautista nel ruolo di Drax il Distruttore, Karen Gillan nel ruolo di Nebula, Sean Gunn nel ruolo di Kraglin, Vin Diesel come doppiatore di Groot e Bradley Cooper come doppiatore di Rocket. Matt Damon, Sam Neill e Luke Hemsworth riprendono il ruolo degli attori già interpretati in Thor: Ragnarok, ai quali si aggiungono Melissa McCarthy che interpreta una finta Hela e Ben Falcone come il regista. Akosia Sabet appare nel ruolo della dea Wakandiana Bast. La figlia di Hemsworth, India, interpreta Love, la figlia di Gorr. Eternità appare nel film, mentre Kat Dennings e Stellan Skarsgård appaiono brevemente riprendendo i loro ruoli di Darcy Lewis ed Erik Selvig dai precedenti film MCU. Brett Goldstein appare in un cameo nella scena durante i titoli di coda, interpretando Ercole, figlio di Zeus, mentre Idris Elba riprende il ruolo di Heimdall nella scena dopo i titoli di coda. Simon Russell Beale interpreta Dioniso, mentre Kieron L. Dyer interpreta Axl, il figlio di Heimdall. La cantante Jenny Morris appare come una residente di New Asgard, mentre Stephen Murdoch torna a dare la voce a Miek. La moglie di Hemsworth, Elsa Pataky, ha un cameo nei panni della donna lupo.
Jeff Goldblum e Peter Dinklage avrebbero dovuto riprendere i loro ruoli del Gran Maestro e di Eitri dai precedenti film MCU, ma le loro scene sono state tagliate dal montaggio finale. Anche Lena Headey avrebbe dovuto far parte del film, ma la sua parte è stata eliminata.

## Produzione

### Sviluppo
Nel gennaio 2018, Hemsworth ha manifestato il suo interesse nel continuare a interpretare Thor, nonostante il suo contratto con i Marvel Studios terminasse dopo Avengers: Endgame, accreditando Waititi per aver rivitalizzato il suo interesse per il personaggio. Lui e Waititi avevano discusso di quello che avrebbero voluto in un potenziale quarto film di Thor in quel periodo. Ad aprile 2019, Thompson era convinta che ci fosse un'idea per il sequel di Ragnarok che prevedeva il ritorno di Waititi. Nel luglio 2019, Waititi ha firmato un accordo con la Marvel per scrivere e dirigere un quarto film di Thor. Tessa Thompson riprende il suo ruolo di Valchiria dal precedente film e Natalie Portman torna a interpretare Jane Foster, in una versione femminile di Thor.

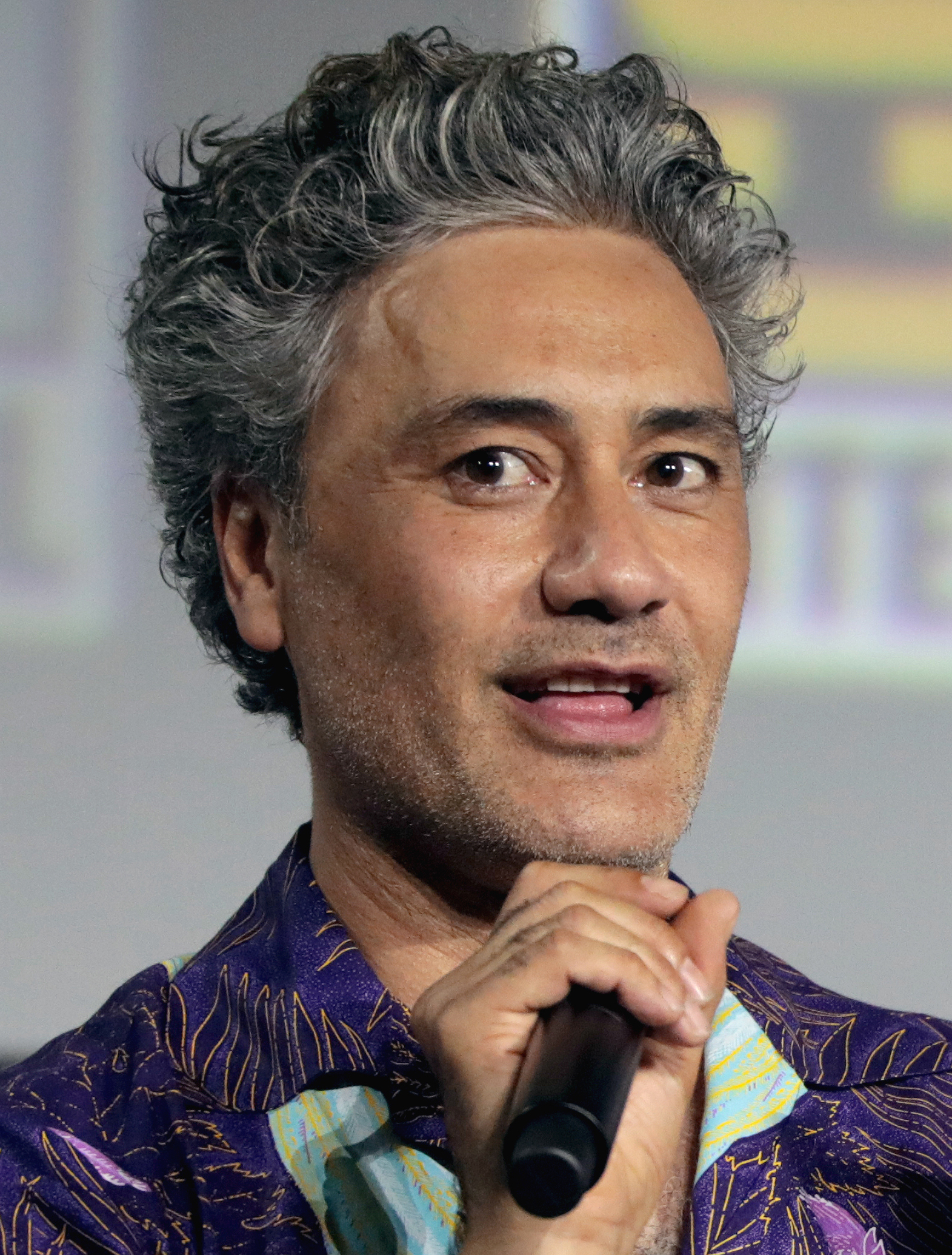
Il regista Taika Waititi al San Diego Comic-Con International 2019

### Pre-produzione
Nel febbraio 2020 Jennifer Kaytin Robinson è stata ingaggiata per scrivere con Waititi la sceneggiatura. Nel marzo 2020 Tessa Thompson ha confermato durante un'intervista la presenza nel cast di Christian Bale nel ruolo del villain mentre Vin Diesel ha confermato la presenza dei Guardiani della Galassia. Il 10 aprile, durante una live streaming, Taika Waititi ha confermato la presenza nella pellicola della razza aliena degli Starsharks. A metà novembre, è stato rivelato che Chris Pratt avrebbe ripreso il ruolo di Peter Quill / Star-Lord dei Guardiani della Galassia. A dicembre, Feige ha annunciato che Bale avrebbe interpretato Gorr il macellatore di dei.
Prima dell'inizio delle riprese nel gennaio 2021, anche Jaimie Alexander, Pom Klementieff, Dave Bautista e Karen Gillan hanno annunciato che avrebbero ripreso i rispettivi ruoli di Sif e i membri dei Guardiani della Galassia Mantis, Drax il Distruttore e Nebula mentre Sean Gunn torna a interpretare il personaggio di Kraglin, facendo inoltre da riferimento sul set per Rocket, con Bradley Cooper che riprende il ruolo in fase di doppiaggio. Nel gennaio 2021 è stato rivelato che anche Matt Damon, Sam Neill e Luke Hemsworth avrebbero fatto parte del cast, riprendendo i ruoli interpretati in Thor: Ragnarok di tre attori che interpretano rispettivamente Loki, Odino e Thor. Il 22 aprile 2021 Russell Crowe ha confermato in un'intervista di interpretare Zeus.

### Riprese
Le riprese, inizialmente previste per agosto 2020, sono iniziate nel gennaio 2021 in Australia e si sono concluse il 30 maggio dello stesso anno. Il 2 marzo 2021, dalle foto delle riprese, è stato reso noto che Melissa McCarthy avrebbe interpretato un'attrice nel ruolo di Hela. Nel marzo 2022 sono state effettuate delle riprese aggiuntive. Il budget del film è stato di 250 milioni di dollari.

### Post-produzione
Nel maggio 2021 è stata rivelata la presenza nel film della cantante Jenny Morris, mentre nell'ottobre successivo Simon Russell Beale è entrato a far parte del cast. Nel maggio 2022 Akosia Sabet è stata annunciata nel ruolo della dea Bast, della mitologia Wakandiana.

## Colonna sonora
Nel dicembre 2021 Michael Giacchino ha rivelato che avrebbe composto la colonna sonora. Nel marzo 2020 è stato rivelato che la canzone Rainbow in the Dark dei Dio avrebbe fatto parte della colonna sonora.

## Promozione
Il primo teaser trailer è stato distribuito il 18 aprile 2022, il trailer ufficiale è stato pubblicato il successivo 24 maggio, mentre il secondo trailer è stato distribuito il 23 giugno.
Il 1º luglio 2022, sulla piattaforma Disney+, sono stati pubblicati tre episodi di Marvel Studios: Legends, contenenti delle clip che riassumono le vicende di Thor, Jane Foster e Valchiria nelle precedenti apparizioni nel MCU.

## Distribuzione

### Data di uscita
L'uscita nelle sale cinematografiche statunitensi era prevista inizialmente per il 5 novembre 2021, ma a seguito della pandemia di COVID-19 è stata posticipata prima al 18 febbraio 2022, poi al 6 maggio 2022 e infine all'8 luglio 2022 negli Stati Uniti e al 6 luglio in Italia.

### Edizione italiana
La direzione del doppiaggio e i dialoghi italiani sono stati curati da Marco Guadagno.

### Edizioni home video
Il film è disponibile sulla piattaforma Disney+ dall'8 settembre 2022, e in DVD, Blu-ray e 4K Ultra HD dal 27 settembre.

## Accoglienza

### Incassi
Thor: Love and Thunder ha incassato 343256830 $ in Nord America e 417671251 $ nel resto del mondo, per un incasso complessivo di 760928081 $, a fronte di un budget di produzione di $250 milioni.
Globalmente il film ha esordito con 303,3 milioni di dollari nei primi cinque giorni; inoltre è l'ottavo maggior incasso mondiale del 2022 e l'ottavo maggior incasso nel Nord America del 2022.

#### Nord America
Il film ha incassato $29 milioni nelle anteprime del giovedì, mentre nel primo giorno di programmazione ha incassato $69,6 milioni in 4,375 schermi. Nel week-end d'esordio ha ottenuto il primo posto incassando $144,2 milioni, per un totale di $187,3 milioni nella prima settimana. Ha mantenuto il primo posto anche nel secondo week-end incassando $46,6 milioni, mentre nel terzo week-end è sceso al secondo posto incassando $22,6 milioni. Nel quarto week-end è sceso al terzo posto incassando $13,2 milioni, scendendo al quarto posto nel quinto week-end incassando $7,7 milioni.

#### Internazionale
Nel resto del mondo, il film ha incassato $15,7 milioni nel giorno di apertura, mentre nei primi cinque giorni ha incassato complessivamente $159,2 milioni, con la Corea del Sud che è stato il mercato più redditizio con un incasso di $15,3 milioni, seguito dal Regno Unito con $14,8 milioni e dall'Australia con $13,8 milioni. In Italia ha incassato €1,4 milioni nel primo giorno e €4,9 milioni nei primi cinque giorni, per poi incassare in totale €10,8 milioni.

### Critica
Il film è stato accolto in maniera mista da parte della critica. Sull'aggregatore di recensioni Rotten Tomatoes ha una percentuale di gradimento del 63%, con un voto medio di 6,4 su 10 basato su 447 recensioni; il consenso critico del sito recita: "In un certo senso, Thor: Love and Thunder sembra una riedizione di Thor: Ragnarok, ma nel complesso offre abbastanza divertimento frenetico da renderlo una degna aggiunta al MCU". Su Metacritic ha un punteggio di 57 su 100 basato su 64 recensioni.
David Rooney di The Hollywood Reporter definì il film "leggerino, irriverente, immediatamente dimenticabile". David Sims di The Atlantic scrisse che il film offriva la "solita azione striata di fulmini e gag buttate via, ma questa volta senza abbastanza sostanza dietro la vistosità." Lo trovò inoltre un "film frettoloso e disordinato" e "deludente dato che è diretto da Waititi", anche se elogiò le interpretazioni di Bale e Russell Crowe. David Fear della rivista Rolling Stone trovò il film "stranamente poco coinvolgente" e concluse definendolo un "completo disastro". Eric Francisco del sito web Inverse scrisse che la Marvel non sapeva più cosa fare del personaggio di Thor, e che il film è una "commedia noiosa e implacabile, con una trama distratta e un tono irregolare". Richard Roeper del Chicago Sun-Times assegnò al film 2 stelle su 4, definendolo "una delle saghe più sciocche e meno consequenziali nella storia dell'MCU: un capitolo presumibilmente selvaggio e stravagante ma alla fine deludente e sconnesso nella storia in corso del Dio del tuono, che sembra diventare più stupido ad ogni film che passa".

## Riconoscimenti
- 2022 – Saturn Award[82]
  - Candidatura alla migliore trasposizione da fumetto a film
  - Candidatura ai migliori costumi a Mayes C. Rubeo
  - Candidatura al miglior trucco a Matteo Silvi e Adam Johansen

## Sequel
Nel luglio 2022 Waititi ha espresso interesse nel dirigere un quinto film di Thor, ma solo se Hemsworth tornerà nel ruolo, dichiarando di voler realizzare un film a basso budget "più tranquillo" con meno combattimenti simile al film Nebraska (2013). Hemsworth sperava che un futuro film avrebbe avuto un "tono drasticamente diverso" e che avrebbe "chiuso il libro" sul personaggio. Nel giugno 2023, Hemsworth ha dichiarato che le conversazioni informali avevano discusso potenziali idee per future apparizioni del personaggio. Ha anche spiegato che vorrebbe tornare a interpretare Thor se tutto lo sviluppo creativo fosse in grado di trovare un altro modo per reinventare nuovamente il personaggio per mantenere l'esperienza "un po' imprevedibile" al fine di non diventare stabile con il pubblico. Waititi ha osservato in Thor: Love and Thunder – The Official Movie Special Book di Titan Books, pubblicato nell'agosto 2023, che qualsiasi film di Thor avrebbe dovuto continuare l'evoluzione del personaggio "ma ancora in un modo molto divertente e dandogli altro da affrontare" e avrebbe dovuto affrontare un cattivo più potente di Hela, presente in Ragnarok. Nel novembre 2023, Waititi ha confermato che non sarebbe stato coinvolto in un quinto film di Thor.